# Чернобрюхая короткоклювая муравьеловка
Чернобрюхая короткоклювая муравьеловка (лат. Formicivora melanogaster) — вид птиц из семейства типичных муравьеловковых. Выделяют два подвида.

## Распространение
Обитают в Бразилии, Боливии и Парагвае. Живут в субтропических или тропических сухих лесах.

## Описание
Длина тела около 13 см. Самец сверху серовато-коричневый, крылья чёрные с белым. Хвостовые перья с белыми кончиками и внешними краями. Для данного вида характерен половой диморфизм. Самка коричневая сверху с чёрной маской, нижние части тела грязно-белые.

## Биология
Питаются насекомыми и пауками.

## Охранный статус
МСОП присвоил виду охранный статус LC.